# Maďarsko na Letních olympijských hrách 1952
Maďarsko na Letních olympijských hrách v roce 1952 ve finských Helsinkách reprezentovala výprava 189 sportovců (162 mužů a 27 žen) v 15 sportech.

## Medailisté
| Medaile | Jméno | Sport                | Soutěž                                  |
| ------- | --- | -------------------- | --------------------------------------- |
| Zlato   | József Csermák | Atletika             | Muži hod kladivem                       |
| Zlato   | László Papp | Box                  | Muži lehkotěžká váha do 71 kg           |
| Zlato   | Pál Kovács | Šerm                 | Muži šavle jednotlivci                  |
| Zlato   | Pál Kovács Tibor Berczelly Aladár Gerevich Rudolf Kárpáti Bertalan Papp László Rajcsányi | Šerm                 | Družstvo mužů šavle                     |
| Zlato   | Gyula Grosics Jenő Buzánszky Gyula Lóránt Mihály Lantos József Bozsik József Zakariás Nándor Hidegkuti Sándor Kocsis Péter Palotás Ferenc Puskás Zoltán Czibor                              | Fotbal               | Turnaj mužů                             |
| Zlato   | Ágnes Keletiová | Sportovní gymnastika | Ženy prostná                            |
| Zlato   | Margit Korondi | Sportovní gymnastika | Ženy bradla                             |
| Zlato   | Gábor Benedek Aladár Kovácsi István Szondy | Moderní pětiboj      | Družstvo mužů                           |
| Zlato   | Károly Takács | Sportovní střelba    | Muži 25 metrů rychlopalná pistole       |
| Zlato   | Katalin Szőkeová | Plavání              | Ženy 100 m volný způsob                 |
| Zlato   | Éva Székelyová | Plavání              | Ženy 200 m prsa                         |
| Zlato   | Valéria Gyenge | Plavání              | Ženy 400 m volný způsob                 |
| Zlato   | Ilona Novák Judit Temes Éva Novák Katalin Szőkeová Mária Littomeritzky | Plavání              | Ženy štafeta 4 × 100 m volný způsob     |
| Zlato   | László Jeney György Vizvári Dezső Gyarmati Kálmán Markovits Antal Bolvári István Szívós György Kárpáti Károly Szittya Róbert Antal Dezső Fábián István Hasznos Dezső Lemhényi Miklós Martin | Vodní pólo           | Družstvo mužů                           |
| Zlato   | Imre Hódos | Zápas                | muži, řecko-římský do 57 kg             |
| Zlato   | Miklós Szilvásy | Zápas                | muži, řecko-římský do 73 kg             |
| Stříbro | Margit Korondi Ágnes Keletiová Edit Weckinger Olga Tass Erzsébet Köteles Mária Kövi Andrea Bodó Irén Karcsics                                                                               | Sportovní gymnastika | Družstvo žen                            |
| Stříbro | Gábor Novák | Kanoistika           | Muži C1 10 000 m                        |
| Stříbro | János Parti | Kanoistika           | Muži C1 1 000 m                         |
| Stříbro | Ilona Eleková | Šerm                 | Ženy fleret jednotlivci                 |
| Stříbro | Aladár Gerevich | Šerm                 | Muži šavle jednotlivci                  |
| Stříbro | Gábor Benedek | Moderní pětiboj      | Muži jednotlivci                        |
| Stříbro | Szilárd Kun | Sportovní střelba    | Muži 25 metrů rychlopalná pistole       |
| Stříbro | Éva Novák | Plavání              | Ženy 200 m prsa                         |
| Stříbro | Éva Novák | Plavání              | Ženy 400 m volný způsob                 |
| Stříbro | Imre Polyák | Zápas                | muži, řecko-římský do 62 kg             |
| Bronz   | László Zarándi Géza Varásdi György Csányi Béla Goldoványi | Atletika             | Muži štafeta 4 × 100 m                  |
| Bronz   | Antal Róka | Atletika             | Muži chůze na 50 km                     |
| Bronz   | Ödön Földessy | Atletika             | Muži skok do dálky                      |
| Bronz   | Imre Németh | Atletika             | Muži hod kladivem                       |
| Bronz   | József Gurovits Ferenc Varga | Kanoistika           | Muži K2 10 000 m                        |
| Bronz   | Tibor Berczelly Aladár Gerevich Lajos Maszlay Endre Palócz József Sákovics Endre Tilli | Šerm                 | Družstvo mužů fleret                    |
| Bronz   | Tibor Berczelly | Šerm                 | Muži šavle jednotlivci                  |
| Bronz   | Margit Korondi | Sportovní gymnastika | Ženy kladina                            |
| Bronz   | Margit Korondi | Sportovní gymnastika | Ženy prostná                            |
| Bronz   | Margit Korondi | Sportovní gymnastika | Ženy víceboj jednotlivci                |
| Bronz   | Ágnes Keletiová | Sportovní gymnastika | Ženy bradla                             |
| Bronz   | Andrea Bodó Irén Karcsics Erzsébet Köteles Ágnes Keletiová Margit Korondi Edit Weckinger Olga Tass Mária Kövi                                                                               | Sportovní gymnastika | Družstvo žen společné sestavy s náčiním |
| Bronz   | István Szondy | Moderní pětiboj      | Muži jednotlivci                        |
| Bronz   | Ambrus Balogh | Sportovní střelba    | Muži 50 metrů libovolná pistole         |
| Bronz   | Judit Temes | Plavání              | Ženy 100 m volný způsob                 |
| Bronz   | György Gurics | Zápas                | muži, volný styl do 79 kg               |